# Лепонтийцы
Лепонтийцы (лат. Lepontii) — древний народ, населявший часть территории Ретии (ныне — альпийские регионы Швейцарии и Италии) ко времени завоевания этих земель римлянами. Различные авторы причисляли лепонтийцев к кельтам, лигурам, ретам и даже германцам. Обнаруженные в XIX веке надписи на лепонтийском языке 7-5 вв., выполненные производным от этрусского алфавитом, а также материалы археологических раскопок, указывающие на связь с археологической культурой Голасекка на севере Италии, являются окончательным свидетельством о кельтской принадлежности лепонтийцев, хотя нельзя исключить и примесь ретского населения (родственного этрускам).
Главными городами лепонтийцев были Осцела, ныне Домодоссола в Италии, и Билицио, ныне Беллинцона в Швейцарии. Их территория включала южные склоны перевалов Сен-Готард и Семплон, что примерно соответствует территории современного региона Оссола в Италии и кантону Тичино в Швейцарии.
На этой карте Реции показано местонахождение лепонтийцев к юго-западу от ретов. Область на юге, в том числе местонахождение будущей столицы инсубров города Медиоланум (ныне Милан), около 600—500 гг. принадлежала этрускам. Именно в это время лепонтийцы заимствовали у этрусков алфавит, которым выполняли свои надписи.